# Phantasy Sound
Phantasy Sound est un label indépendant londonien fondé en 2007 par le DJ et producteur Erol Alkan. À partir de 2011 le label a entamé un partenariat avec le label de musique français indépendant Because Music. Phantasy a publié des artistes tels que Connan Mockasin, Boys Noize & Erol Alkan, Late Of The Pier, Paul Chambers, Chilly Gonzales, Riton & Primary 1, Babe, Terror, Boris Dlugosch, Dance Area, LA Priest, Fan death.

## Discographie
| Date de publication | Artiste                                   | Titre                         | Numéro de Catalogue |
| ------------------- | ----------------------------------------- | ----------------------------- | ------------------- |
| 31 août 2007        | LA Priest                                 | Engine                        | PH01                |
| 3 décembre 2007     | Primary 1                                 | Hold Me Down                  | PH02                |
| 23 septembre 2008   | Fan Death                                 | Veronica's Veil               | PH03                |
| 19 décembre 2009    | Dance Area                                | AA247                         | PH04                |
| 21 septembre 2009   | Riton & Primary 1                         | Who's There?                  | PH05                |
| 29 octobre 2009     | Boris Dlugosch                            | Bangkok                       | PH06                |
| 1er mars 2010       | Late Of The Pier                          | Blueberry/Best In The Class   | PH07                |
| 17 mars 2010        | Boys Noize & Erol Alkan                   | Avalanche/Lemonade            | PH08                |
| 8 avril 2010        | Chilly Gonzales                           | Never Stop                    | PH09                |
| 1er juin 2010       | Paul Chambers                             | Yeah, Techno!                 | PH10                |
| 4 octobre 2010      | Babe, Terror                              | Summertime Our League         | PH11                |
| 25 octobre 2010     | Babe, Terror                              | Havai                         | PH12                |
| 7 mars 2011         | Connan Mockasin                           | Forever Dolphin Love          | PH13                |
| 25 juillet 2011     | Boys Noize & Erol Alkan ft. Jarvis Cocker | Avalanche (Terminal Velocity) | PH14                |
| 9 septembre 2011    | Connan Mockasin                           | Faking Jazz Together          | PH15                |